# Der var engang en krig
Der var engang en krig é um filme de drama dinamarquês de 1966 dirigido e escrito por Palle Kjærulff-Schmidt e Klaus Rifbjerg. Foi selecionado como representante da Dinamarca à edição do Oscar 1968, organizada pela Academia de Artes e Ciências Cinematográficas.

## Elenco
- Ole Busck - Tim
- Kjeld Jacobsen - pai
- Astrid Villaume - mãe
- Katja Miehe-Renard - Kate
- Birgit Bendix Madsen - Jane
- Christian Gottschalch - Bedstefaderen
- Yvonne Ingdal - Lis